# Рубчик (річка)
Рубчик, Рудчиця — річка в Україні, у Олевському районі Житомирської області. Ліва притока Канави Осмольської (басейн Прип'яті).

## Опис
Довжина річки 12 км. Площа басейну 17,2 км².

## Розташування
Бере початок на південному сході від Селезівки. Тече переважно на північний схід і в урочищі Тобол впадає у річку Канаву Осмольську, праву притоку Уборті.